# Championnat de Tunisie masculin de handball 2020-2021
Navigation
Saison précédente Saison suivante
La saison 2020-2021 du championnat de Tunisie masculin de handball est la 65e édition de la compétition. Elle est disputée en deux phases, une première où toutes les équipes se rencontrent en aller et retour en quatre groupes et une seconde en deux poules : play-off et play-out.
Pour la première fois, le championnat se dispute avec vingt équipes.

## Équipes participantes[1]
| Club                            | Classement 2019-2020 | Entraîneur         | Stade                             | Capacité théorique | Ville         |
| ------------------------------- | -------------------- | ------------------ | --------------------------------- | ------------------ | ------------- |
| Espérance sportive de Tunis     | 1re                  | Bassem Sebki       | Salle Mohamed-Zouaoui             | 2 500              | Tunis         |
| Club sportif de Sakiet Ezzit    | 2e                   | Achraf Masmoudi    | Salle omnisports de Sakiet Ezzit  | 1 500              | Sakiet Ezzit  |
| Étoile sportive du Sahel        | 3e                   | Kamel Akkeb        | Salle olympique de Sousse         | 3 200              | Sousse        |
| Association sportive d'Hammamet | 4e                   | Néjib Ben Thayer   | Salle d'Hammamet                  | 3 000              | Hammamet      |
| Club africain                   | 5e                   | Anouar Ayed        | Salle Chérif-Bellamine            | 2 100              | Tunis         |
| Club sportif de Ksour Essef     | 6e                   |                    | Salle de Ksour Essef              | 2 000              | Ksour Essef   |
| El Makarem de Mahdia            | 7e                   | Hatem Boussoffara  | Salle Rached-Khouja               | 2 300              | Mahdia        |
| Sporting Club de Moknine        | 8e                   | Riadh Sanaa        | Salle omnisports de Moknine       | 2 000              | Moknine       |
| Aigle sportif de Téboulba       | 9e                   | Mounir Hassen      | Salle de Téboulba                 | 1 500              | Téboulba      |
| El Baath sportif de Béni Khiar  | 10e                  | Ghazi Louati       | Salle Dadouri de Béni Khiar       | 2 000              | Béni Khiar    |
| Flèche sportive de Menzel Horr  | 11e                  | Naoufel Horri      | Salle couverte de Douar Hicher    | 1 500              | Menzel Horr   |
| Jeunesse sportive de Chihia     | 12e                  | Issam Lahiani      | Salle couverte de Chihia          | 1 300              | Chihia        |
| Club de handball de Jemmal      | 13e                  | Riadh Ben Saïd     | Salle couverte de Jemmal          | 2 000              | Jemmal        |
| Étoile sportive de Radès        | 14e                  |                    | Salle Taoufik-Bouhima             | 3 000              | Radès         |
| Jendouba Sports                 | 15e                  | Salah Mannai       | Salle couverte de Jendouba        | 1 800              | Jendouba      |
| Union sportive témimienne       | Nationale B          |                    | Salle omnisports de Menzel Temime | 2 000              | Menzel Temime |
| Club athlétique bizertin        | Nationale B          |                    | Salle couverte El Fatnassi        | 2 000              | Bizerte       |
| Olympique de Soliman            | Nationale B          | Faouzi Ben Mabrouk | Salle omnisports de Soliman-Riadh | 1 800              | Soliman       |
| Stade tunisien                  | Nationale B          | Chedly Mimouni     | Salle omnisports du Bardo         | 1 600              | Le Bardo      |

- Promu de la Nationale B

## Compétition
Le barème de points servant à établir le classement se décompose ainsi :
- Victoire : 2 points ;
- Match nul : 1 points ;
- Défaite : 0 point ;
- Forfait et match perdu par pénalité : -1 point (résultat comptabilisé : 0-6).

## Première phase[2]
- Qualifié pour le play-off.
- Reversé en play-out.

(C) : Vainqueur de la coupe de Tunisie 2019-2020
(T) : Vainqueur du championnat de Tunisie 2019-2020

### Groupe A
|   | Équipe                         | Pts | J | G | N | P | Bp | Bc | Diff |
| - | ------------------------------ | --- | - | - | - | - | -- | -- | ---- |
| 1 | Étoile sportive du Sahel       | 0   | 0 | 0 | 0 | 0 | 0  | 0  |      |
| 2 | Sporting Club de Moknine       | 0   | 0 | 0 | 0 | 0 | 0  | 0  |      |
| 3 | El Baath sportif de Béni Khiar | 0   | 0 | 0 | 0 | 0 | 0  | 0  |      |
| 4 | Stade tunisien (P)             | 0   | 0 | 0 | 0 | 0 | 0  | 0  |      |
| 5 | Olympique de Soliman (P)       | 0   | 0 | 0 | 0 | 0 | 0  | 0  |      |

### Groupe B
|   | Équipe                          | Pts | J | G | N | P | Bp | Bc | Diff |
| - | ------------------------------- | --- | - | - | - | - | -- | -- | ---- |
| 1 | Espérance sportive de Tunis (T) | 0   | 0 | 0 | 0 | 0 | 0  | 0  |      |
| 2 | Jeunesse sportive de Chihia     | 0   | 0 | 0 | 0 | 0 | 0  | 0  |      |
| 3 | Croissant sportif de M'saken    | 0   | 0 | 0 | 0 | 0 | 0  | 0  |      |
| 4 | Club sportif de Ksour Essef     | 0   | 0 | 0 | 0 | 0 | 0  | 0  |      |
| 5 | Étoile sportive de Radès (P)    | 0   | 0 | 0 | 0 | 0 | 0  | 0  |      |

### Groupe C
|   | Équipe                          | Pts | J | G | N | P | Bp | Bc | Diff |
| - | ------------------------------- | --- | - | - | - | - | -- | -- | ---- |
| 1 | Club africain                   | 0   | 0 | 0 | 0 | 0 | 0  | 0  |      |
| 2 | Association sportive d'Hammamet | 0   | 0 | 0 | 0 | 0 | 0  | 0  |      |
| 3 | Jendouba Sports                 | 0   | 0 | 0 | 0 | 0 | 0  | 0  |      |
| 4 | Club de handball de Jemmal      | 0   | 0 | 0 | 0 | 0 | 0  | 0  |      |
| 5 | Club athlétique bizertin (P)    | 0   | 0 | 0 | 0 | 0 | 0  | 0  |      |

### Groupe D
|   | Équipe                           | Pts | J | G | N | P | Bp | Bc | Diff |
| - | -------------------------------- | --- | - | - | - | - | -- | -- | ---- |
| 1 | Club sportif de Sakiet Ezzit (C) | 0   | 0 | 0 | 0 | 0 | 0  | 0  |      |
| 2 | Flèche sportive de Menzel Horr   | 0   | 0 | 0 | 0 | 0 | 0  | 0  |      |
| 3 | El Makarem de Mahdia             | 0   | 0 | 0 | 0 | 0 | 0  | 0  |      |
| 4 | Union sportive témimienne        | 0   | 0 | 0 | 0 | 0 | 0  | 0  |      |
| 5 | Union sportive sayadie (P)       | 0   | 0 | 0 | 0 | 0 | 0  | 0  |      |

## Deuxième phase

### Play-off[3]
|   | Équipe                          | Pts | J  | G  | N | P  | Bp  | Bc  | Diff |
| - | ------------------------------- | --- | -- | -- | - | -- | --- | --- | ---- |
| 1 | Espérance sportive de Tunis     | 26  | 14 | 12 | 0 | 2  | 449 | 370 | 79   |
| 2 | Club africain                   | 24  | 14 | 11 | 0 | 3  | 416 | 366 | 50   |
| 3 | Club sportif de Sakiet Ezzit    | 17  | 14 | 7  | 2 | 5  | 389 | 388 | 1    |
| 4 | Association sportive d'Hammamet | 15  | 14 | 6  | 2 | 6  | 369 | 384 | -15  |
| 5 | Étoile sportive du Sahel        | 14  | 14 | 6  | 0 | 8  | 394 | 402 | -8   |
| 6 | El Makarem de Mahdia            | 11  | 14 | 3  | 3 | 8  | 388 | 408 | -20  |
| 7 | Club sportif de Ksour Essef     | 9   | 14 | 3  | 1 | 0  | 372 | 418 | -46  |
| 8 | El Baath sportif de Béni Khiar  | 8   | 14 | 1  | 2 | 11 | 378 | 419 | -41  |

## Champion
| Champion de Tunisie 2020-2021 - |